# Lucy Walker (alpinista)
Lucy Walker (1835 – Liverpool, 10 settembre 1916) è stata un'alpinista britannica, la prima donna a salire sul Cervino.

## Biografia
Lucy Walker ha cominciato modestamente a salire in montagna nel 1858 quando il suo medico le raccomandò le camminate per combattere i reumatismi. Accompagnata dal padre Frank Walker e dal fratello Horace Walker, entrambi membri dell'Alpine Club, e con la guida Melchior Anderegg, ella è stata in seguito la prima donna a scalare regolarmente nelle Alpi.
Partecipò alla prima salita sul Balmhorn nel 1864.
Nel 1871 apprese che la sua rivale Meta Brevoort, alpinista americana, preparava una spedizione al Cervino. Walker riunì allora rapidamente una cordata e divenne il 22 agosto 1871 la prima donna a salire sul Cervino lungo la cresta dell'Hörnli, fatto che la rese celebre.
Lucy Walker ha realizzato 98 spedizioni in totale. Nel 1909 ha aderito al nuovo "Ladies' Alpine Club". Ne divenne presidente dal 1913 al 1915.